# 알라기르스키군

노란색 부분이 알라기르스키 군. 회색이 중심지이다.

알라기르스키군(러시아어: Алаги́рский район)은 북오세티야 공화국에 위치한 군이다. 중심지는 알라기르이다. 2005년에 인구는 3만6,600명이다.

## 지리
알라기르스키 군은 북오세티야 공화국에서 가장 큰 지역이다.